# Leioproctus malpighiacearum
Leioproctus malpighiacearum är en biart som först beskrevs av Adolpho Ducke 1907.  Leioproctus malpighiacearum ingår i släktet Leioproctus och familjen korttungebin. Inga underarter finns listade i Catalogue of Life.